# Rakvička
Rakvička je deminutivum ze slova rakev, tradičně se jím označovala rakev pro malé dítě. 
Od 20. století se v češtině nejčastěji používá pro sladký šlehaný zákusek.

## Pracovní postup
Rakvička se zhotovuje z vajec, především žloutků, cukru, případně také z vanilky, šleháním,. , někdy s píměsí citrónové šťávy nebo cukrářského droždí.. Kupované polotovary navíc obsahují mouku. Ušlehané těsto se nalévá do kovových nebo silikonových formiček ve tvaru dutého, dolů sešikmeného kvádru o délce 8-12 centimetrů a výšce do 3 centimetrů.
Rakvička se peče v troubě zahřáte do 180 stupňů Celsia. Rakvička se pečením nafoukne, takže má uvnitř dutinu. Nezdobené rakvičky lze v chladu skladovat až dva týdny.

## Zdobení
Rakvička bývá typicky zdobena či plněna šlehačkou, méně pařížskou šlehačkou či pařížským krémem. 

## Historie
Původ takto tvarovaného dezertu není známý, v kuchařské knize Magdalény Dobromily Rettigové z roku 1826 nacházíme formičky zvané vandličky, do kterých se mimo jiné lilo také piškotové těsto. Josef Jungmann v česko-německém slovníku z roku 1836 zaznamenal termín rakwička jen ve významu malá rakev. 
V receptech se  strojově lisované kovové formičky na cukroví všeobecně zavádějí od závěru 19. století. Především v Česku bývají rakvičky označovány za českou klasikunebo typicky českou sladkost. Dotazovaná Národní knihovna vandličky nehledala, proto soudí, že v českém  prostředí byla rakvička užívána až později. Název je od použité cukrářské formy.

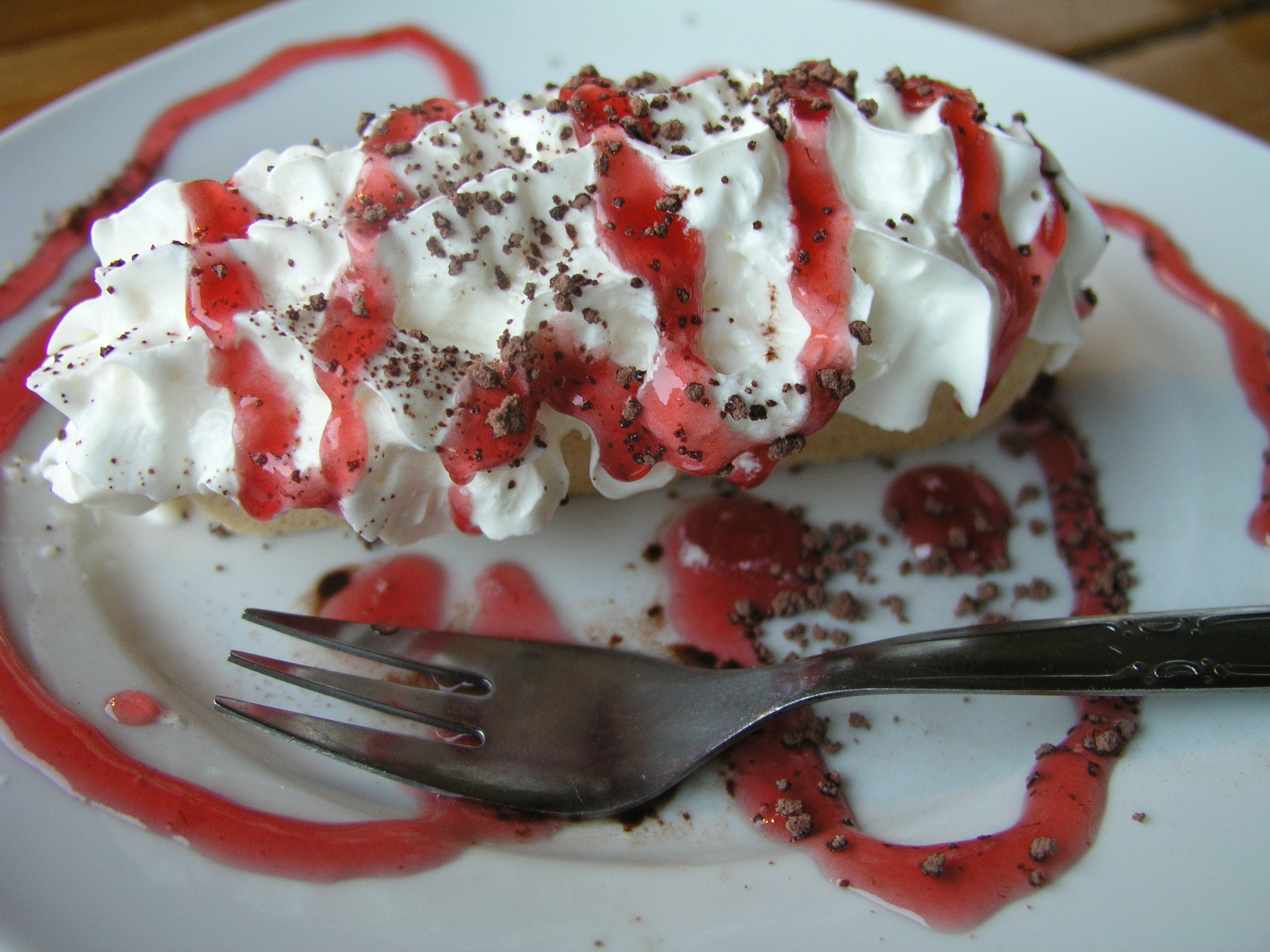
Rakvička se šlehačkou

## Rakvička v českém umění a folklóru
Pro svůj tvar rakve bývá toto cukroví zdrojem černého humoru:
- ve filmu Spalovač mrtvol.„Tak co chceš, věneček nebo rakvičku?“
- ve filmu Rozpuštěný a vypuštěný: „Panu továrníkovi objednáme rakvičku jinde.“
- ve filmu podle knihy Saturnin  prohlásila Saturninova bývalá paní (ztvárněna Jitkou Molavcovou): „Servírovat v mém věku jako zákusek rakvičky je prostě ohavné!“.
- v písni Karla Plíhala („V cukrárně koupil jsem Lence / slaďounké rakve a věnce.“)
- v lidovém názvu restaurace U rakviček, navštěvované zaměstnanci pohřebního ústavu v Praze v domě na Staroměstském náměstí 9 v letech 1977-1991.

### Poznámka
1. ↑  Vandlička byl lidový výraz pro vaničku nebo necičky.[4]